# Roter Riffeinsiedlerkrebs
Der Rote Riffeinsiedlerkrebs (Paguristes cadenati) oder  auch Scharlachroter Einsiedler ist ein kleiner Einsiedlerkrebs mit einem leuchtend roten Körper und gelben Stielaugen, der aus der Karibik stammt. Der Artname ehrt den französischen Ichthyologen Jean Cadenat (1908–1992), der das Typusexemplar gesammelt und an den französischen Karzinologen Jacques Forest geschickt hat, der es als neue Art beschrieb.

## Merkmale
Der Rote Riffseinsiedlerkrebs erreicht eine Größe von etwa 3 cm. Die Gliedmaßen und Scheren sind glatt und unbehaart, wobei die linke Schere etwas größer ist als die rechte; der Hinterleib ist ungerüstet und wird in den Vertiefungen der Schneckenmuschel versteckt, die ihn schützt. Die allgemeine Farbe dieses Einsiedlerkrebses ist leuchtend rot, mit Ausnahme der Antennen, die tiefrot sind, und der verlängerten Augenstiele, die gelb oder gelblich-orange sind. Die Hornhäute der Augen sind gelblich-grün. Er könnte mit dem Orangescheren-Einsiedler (Calcinus tibicen) verwechselt werden, der ähnlich groß, aber in der Regel dunkler gefärbt ist und weiße Flecken in der Nähe der Spitzen der Gliedmaßen hat.

## Verbreitung und Lebensraum
Dieser Einsiedlerkrebs ist in den Gewässern des Golfs von Mexiko und der Karibik heimisch, sein Verbreitungsgebiet umfasst den südlichen Teil von Florida und die Westindischen Inseln. Er kommt auf Korallenriffen in Tiefen vor, die von der Gezeitenzone bis etwa 52 m reichen.

## Lebensweise
Der Rote Riffseinsiedlerkrebs ist ein Allesfresser und ernährt sich von tierischem und pflanzlichem Detritus, Algen und allerlei Mikrofauna. Die Geschlechter sind bei dieser Art getrennt, und sie pflanzt sich das ganze Jahr über fort. Die Eier sind orange, die Larven leben nach dem Schlüpfen im Plankton, bis sie sich auf dem Meeresboden niederlassen. Dort müssen die jungen Einsiedlerkrebse nach einer geeigneten Muschel suchen, um sie zu besiedeln. Sie bewohnen häufig die leeren Gehäuse von Cerithium- und Vasum-Arten.

## Aquaristik
Paguristes cadenati wird recht häufig für die Aquarienhaltung importiert und ist recht einfach zu halten. Empfohlen werden die Tiere meist ab einem Aquarienvolumen von etwa 50 Liter.